# アルバロ・バジェス
アルバロ・バジェス・ロサ（Álvaro Valles Rosa、1997年7月25日 - ）は、スペイン・アンダルシア州・ラ・リンコナダ出身のサッカー選手。レアル・ベティス所属。ポジションはゴールキーパー。

## 経歴
2014年の夏にレアル・ベティスのアカデミーに入団し、U-19チームで2シーズンプレーした後、ベティス・デポルティーボ・バロンピエに昇格した。2017-18シーズンにCDヘレナに期限付き移籍した後、UDラス・パルマスでキャリアを続け、最初はラス・パルマスのリザーブチームでゴールマウスを守った。後にファーストチームに移動し、2019年10月13日のデポルティーボ・ラ・コルーニャ戦（3-0）でファーストチームデビューした。
2023年3月3日のFCアンドラ戦（0-0）で6試合連続クリーンシートを達成。CDミランデス戦（2-1）の途中から続いた無失点継続記録により、バジェスは30年前にJose Miguel Robaynaが記録したリーグ戦574分間の無失点記録を更新しクラブ史に名前を刻んだ。
ラス・パルマス退団後は約4ヶ月間無所属の状態が続いていたが、2025年6月17日にレアル・ベティスに加入することが発表された